# The Beatles Collection
The Beatles Collection ist eine Zusammenstellung sämtlicher britischer Studioalben der Beatles. Die Box enthält die zwölf Alben, die zwischen 1963 und 1970 veröffentlicht wurden, sowie das Album Rarities. Die Veröffentlichung der Box erfolgte am 2. Dezember 1978.

## Vorgeschichte
Die ursprüngliche Idee, eine Box mit Beatles-Alben zu veröffentlichen, wurde Ende 1974/Anfang 1975 in den USA von Capitol Records anlässlich des zehnjährigen Jubiläums des Schallplattenvertrages mit den Beatles realisiert. Die Box trägt den Titel Beatles 10th Anniversary Box 1964–1974 und umfasst 17 US-amerikanische Alben:
- Meet the Beatles!
- The Beatles’ Second Album
- Something New
- The Beatles’ Story
- Beatles ’65
- The Early Beatles
- Beatles VI
- Help!
- Rubber Soul
- Yesterday and Today
- Revolver
- Sgt. Pepper’s Lonely Hearts Club Band
- Magical Mystery Tour
- The Beatles
- Yellow Submarine
- Hey Jude
- Abbey Road

Nicht enthalten ist das Album Let It Be. Die Box war sehr limitiert und wurde im Wesentlichen an Mitarbeiter von Capitol Records verteilt. 
Im Jahr 1974 wurde eine weitere Box von Capitol Records hergestellt, die folgende zehn Alben der Beatles beinhaltet:
- Something New
- Beatles VI
- Rubber Soul
- Yesterday and Today
- Revolver
- Sgt. Pepper’s Lonely Hearts Club Band
- Magical Mystery Tour
- Hey Jude
- Abbey Road
- Let It Be

Diese Box war ebenfalls limitiert und trug den Titel The Beatles Special Limited Edition.

## Entstehung
Die erste internationale Veröffentlichung einer Beatles-Alben-Sammelbox erfolgte am 2. Dezember 1978 und basierte auf den folgenden zwölf britischen Studioalben:
- Please Please Me
- With the Beatles
- A Hard Day’s Night
- Beatles for Sale
- Help!
- Rubber Soul
- Revolver
- Sgt. Pepper’s Lonely Hearts Club Band
- The Beatles
- Yellow Submarine
- Abbey Road
- Let It Be

Die Box beinhaltet 200 Lieder, davon ist Yellow Submarine doppelt, da es sich auf dem Album Revolver und Yellow Submarine befindet.
Alle Alben hatten ihre originären Stereoabmischungen und ihre ursprünglichen Cover, weiterhin hatten die Schallplatten ihre originalen Label von Parlophone oder Apple Records. Die Box hatte eine blaue Hartpapp-Hülle, auf der Vorderseite am oberen Rand steht in goldenen Druckbuchstaben The Beatles Collection, am unteren Rand sind die vier Unterschriften der Beatles, ebenfalls in goldener Farbe aufgedruckt.
Weiterhin beinhaltet die Box, neben einem Poster von den Beatles, noch ein neues Kompilationsalbum mit dem Titel Rarities, das den Vermerk „Sampler Record – Not For Sale“ („ – nicht zum Verkauf“) auf der Rückseite trägt. Es beinhaltet 17 Lieder, die sich nicht auf den britischen Studioalben befinden.
The Beatles Collection umfasst aber nicht alle Lieder der Beatles, da in der Box unter anderem nicht das US-amerikanische Album Magical Mystery Tour und das britische Kompilationsalbum A Collection of Beatles Oldies oder alternativ die Alben 1962–1966 und 1967–1970 enthalten sind, sodass folgende Lieder für eine Komplettierung fehlen:
| 1. Love Me Do (Singleversion) 2. From Me to You 3. She Loves You 4. I Want to Hold Your Hand 5. I Feel Fine 6. Day Tripper 7. We Can Work It Out 8. Paperback Writer 9. Strawberry Fields Forever 10. Penny Lane 11. Baby You’re a Rich Man 12. Magical Mystery Tour 13. The Fool on the Hill | 1. Flying 2. Blue Jay Way 3. Your Mother Should Know 4. I Am the Walrus 5. Hello, Goodbye 6. Lady Madonna 7. Hey Jude 8. Revolution 9. Get Back 10. Don’t Let Me Down 11. The Ballad of John and Yoko 12. Old Brown Shoe 13. Let It Be (Singleversion) |

Die US-amerikanische Version der Box (Katalognummer: BC 13) ist auf 3.000 Exemplare limitiert. Die US-amerikanische Version des Rarities-Albums (Katalognummer: Capitol SPRO 8969) unterschied sich von der britischen Ausgabe (Katalognummer: Parlophone PSLP 261), da anstatt der deutschen Versionen von Sie liebt dich und Komm, gib mir deine Hand die englischsprachigen Originalversionen verwendet wurden.
Im Dezember 1982 wurde in Großbritannien eine Musikkassetten-Version (Katalognummer: EMI/Parlophone TCBS 13) der The Beatles Collection veröffentlicht.

## Folgeveröffentlichungen

### The Beatles Mono Collection
Im August 1982 wurde in Großbritannien eine Box mit dem Titel The Beatles Mono Collection veröffentlicht, die Box war limitiert und enthält folgende Beatles-Studioalben in den originären Mono-Abmischungen:
- Please Please Me
- With the Beatles
- A Hard Day’s Night
- Beatles for Sale
- Help!
- Rubber Soul
- Revolver
- Sgt. Pepper’s Lonely Hearts Club Band
- The Beatles
- Yellow Submarine

Die Monoversion des Albums Yellow Submarine ist allerdings nur eine heruntergemischte Stereoversion und keine eigene, separate Monoversion, obwohl von den sechs Liedern der Beatles auf der Seite 1 zum Zeitpunkt der Veröffentlichung des Albums im Januar 1969 Monoabmischungen existierten.
Die Box wurde in blauen und roten Hartpapp-Hüllen vertrieben, auf der Vorderseite am oberen Rand steht in silbernen Druckbuchstaben The Beatles Mono Collection, am unteren Rand sind die vier Unterschriften der Beatles, ebenfalls in silberner Farbe aufgedruckt. Die blauen Boxen waren auf 2.000 Einheiten limitiert und waren für den Export in die USA bestimmt, die roten Boxen waren ebenfalls limitiert (eine Zahl ist nicht dokumentiert) und sollten in Großbritannien verkauft werden.
Im Juni 1986 erfolgte eine auf 1000 Einheiten limitierte Veröffentlichung der Box in Japan, wobei die einzelnen Langspielplatten auf rotem Vinyl gepresst wurden.

### The Beatles: The Collection
Im September 1982 veröffentlichte die Firma Mobile Fidelity Sound Lab (MFSL) eine auf 25.000 Einheiten limitierte Box (Katalognummer: Mobile Fidelity BC-1) mit 13 Alben der Beatles, enthalten sind die 12 britischen Studioalben der Beatles zuzüglich Magical Mystery Tour. Mobile Fidelity Sound Lab lieh sich die originalen britischen Stereo-Studiomastertonbänder der Beatles-Alben von den Abbey Road Studios aus, bei Magical Mystery Tour wurde ein Submaster von Capitol Records verwendet. 
Bei dem speziellen Verfahren, das MFSL anwandte, wurde die Lackplatte mit der halben Geschwindigkeit geschnitten (Half-Speed Mastering), weiterhin wurden die Schallplatten auf besonderen hochwertigen Vinyl in Japan bei The Victor Company of Japan (JVC) gepresst. Das Mastering erfolgte von Stan Ricker und Jack Hunt. Die Schallplatten wurden dann in spezielle Innenhüllen und in besonders stabile Cover gesteckt. Die Albencover haben nicht ihr ursprüngliches Design, sondern bilden die jeweiligen Mastertapes auf weißen Hintergrund ab. Der Hintergrund der Schallplattenlabel ist weiß und die einzelnen Alben haben neue individuelle Katalognummern, z. B. Please Please Me MFSL 1-101. Der Box ist ein 40-seitiges Buch beigelegt, das unter anderem die Originalcover abbildet. Im Oktober 1985 wurde die Produktion der Box eingestellt.